# Marchesato di Ceva

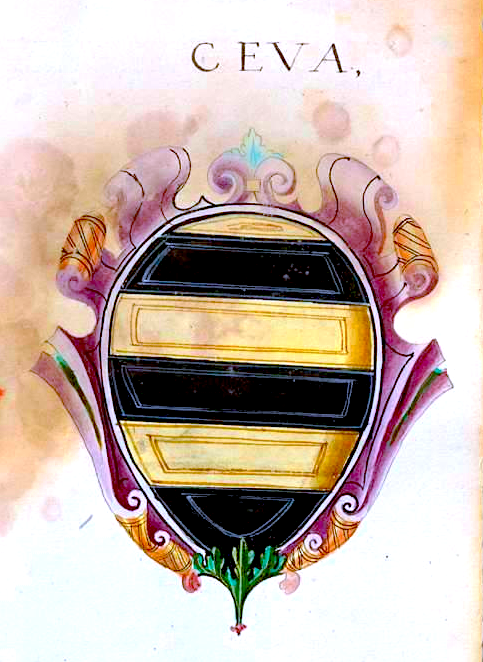
Araldica dei marchesi di Ceva, patrizi di Genova, nel Stemmario Genovese del Duca di Baviera (1550). Bayerische Staatsbibliothek.

Il Marchesato di Ceva fu un antico stato aleramico dell'Italia medioevale, sorto dallo smembramento dei territori che furono di Bonifacio del Vasto. Era collocato nell'attuale Piemonte meridionale ed il capoluogo del marchesato era appunto la città di Ceva.
Entrato nelle mire del Comune di Asti, a cui prestò vassallaggio la prima volta nel 1295, ne seguì poi per due secoli le mutevoli vicende fra i Visconti, gli Orléans e i Savoia, che talvolta tennero i discendenti dei marchesi come loro governatori, finché l’Imperatore Carlo V mise fine a questo balletto decretandone la proprietà definitiva al ducato di Savoia il 3 marzo 1531.

## La storia

### Origini
L'origine del marchesato si deve far risalire a Bonifacio del Vasto, signore di Savona, membro della stirpe Del Vasto, un ramo degli Aleramici. Alla morte di questi, i figli si spartirono l'eredità, e ad Anselmo furono i possedimenti di Ceva, anche se questa è una ricostruzione a posteriori dovuta alle successive suddivisioni ereditarie (Anselmo infatti non risulta nella documentazione marchese). Agli altri figli di Bonifacio andarono i restanti territori: Manfredo I divenne signore di Saluzzo, Guglielmo s'impadronì di Busca, Ugone fu marchese di Clavesana, a Bonifacio andò Cortemilia, Enrico divenne signore di Savona e in ultimo, Oddone Boverio fu padrone di Loreto.
I territori di Ugo di Clavesana divennero parte integrante di quelli appartenenti ad Anselmo: quando questi morì, infatti, al figlio Guglielmo andò il territorio di Ceva, divenendone il primo marchese attestato, mentre quello di marchese di Clavesana all'altro figlio, Bonifacio.

### Da Guglielmo I a Guglielmo II e fratelli
Se con Guglielmo I è possibile rilevare un marchesato dall'azione decisa e propensa all'espansionismo all'interno del gioco di alleanze e rivalità tra Comuni (in primis Alba e la rivale Asti) e i marchesati vicini degli altri rami aleramici, talora alleati e altre volte rivali, con la morte di Guglielmo I, il marchesato venne suddiviso in quote ereditarie dai suoi numerosi figli, che lo ressero in consorteria. Guglielmo II, infatti, appare sempre negli atti con altri fratelli, ed essi talvolta compiono azione a nome degli altri fratelli apparendo l'uno con l'altro dei pari.

Tale frammentazione in quote avrebbe portato alla più debole azione del marchesato e cambi di schieramento continui, secondo Paolo Grillo, come visibile nella guerra di Capraia, scoppiata tra Alessandria e Genova per il controllo di Capriata d'Orba e della strada del Turchino.

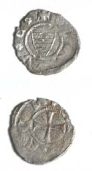
Denaro emesso in epoca marchionale.

### Il periodo angioino

#### Carlo I
Nel 1257, il Comune di Alba sottomise i marchesi di Ceva, costringendoli ad entrare nella sua egemonia territoriale tramite il feudo oblato. Tre anni dopo, il 23 febbraio 1260 questa città ratificò nella chiesa di San Lorenzo la sottomissione a Carlo I d'Angiò per mano dei suoi legati, l'arcivescovo di Aix Vicedomino Vicedomini e il siniscalco di Provenza Gautier d'Aulnay. Assieme alla città si sottomisero i marchesi di Ceva Giorgio e Guglielmo (figlio del deceduto Leone) a nome anche di Manuele (detto Cappuccio) e Baldovino, fratelli di Guglielmo. Essi si fecero investire di alcuni centri del marchesato, tra cui Mombasiglio, Pamparato, Montegrosso, Paroldo, Lichineo (forse identificabile con Lesegno), Monasterolo e San Michele (eccetto per la torre del castello di quest'ultimo paese). Questa fu una ghiotta occasione per i marchesi: Carlo I era di simpatie filo-aristocratiche (vicino alle grandi stirpi comitali di Provenza e combattente contro le aspirazioni autonomistiche di città come Avignone, Arles e Marsiglia, che nella fase tra il 1259-60 in Italia preferiva dialogare con i signori e i milites e non le società di Popolo) e i marchesi ne approfittarono per liberarsi dall'egemonia albese, e ripeterono il feudo oblato con il signore di Provenza, divenendo direttamente loro fedele. Questa sottomissioni diretta a Carlo a discapito di Alba «non doveva sembrar vero» per i marchesi di Ceva, in quanto essi ebbero come nuovo dominatore (tra l'altro benevolo e compiacente) in grado di difenderli da Genova ma al tempo stesso, negli anni seguenti, virtualmente lontano (di fatto negli anni seguenti, invece, Carlo intervenne pesantemente sui domini a lui sottomessi).
Dopo la battaglia di Benevento, in cui Manfredi morì, i ghibellini sostennero Corradino di Svevia. Questo, dopo essere stato nel gennaio 1268 a Pavia, cercò di raggiungere la costa tirrenica, ove lo attendevano dieci galere pisane, e decise di passare, nel marzo di quell'anno, nei territori di Manfredo del Carretto dopo essersi visto negare il lasciapassare da Tommaso I di Saluzzo, all'epoca alleato di Carlo d'Angiò. Tale occasione permise a Carlo di entrare in confidenza con il controllo dei valichi della zona, importanti dal punto di vista militare ma anche per le gabelle del sale, facendo sì che egli intervenisse politicamente nella zona, divisa tra i vari rami aleramici e in disputa tra loro: i Del Carretto si erano infatti allontanati dal fronte angioino a causa delle dispute con i marchesi di Ceva per il controllo di Ormea, in quanto i primi rifiutarono di divenire vassalli dei secondi per quella località. La lotta per Ormea si inseriva nella disputa tra diversi rami aleramici (Ceva, Del Carretto, Clavesana , Saluzzo) per i diritti signorili e per il controllo dell'alta Val Tanaro, lotta in cui entrarono in gioco anche i milites di Garessio (nello specifico la stirpe degli Scarella) e Ormea (nello specifico la stirpe de Ormea).
Sconfitto e ucciso Corradino, il 6 giugno 1270 l'Angiò fece sottomettere, con un accordo favorevole a lui e con il benestare dei marchesi di Ceva Nano, Cappuccio, Baldovino e Guglielmo, i Del Carretto al suo fedele Roberto de Laveno, procuratore e familiare regio, a fine anni quaranta al servizio di Beatrice di Provenza, professore di diritto e giustiziere di Terra del Lavoro nel 1267, che già nel 1259 aveva guidato la conquista degli Angiò nell'area e che era sposato con Sofia, figlia del fu Guglielmo, marchese di Ceva, sposata in "tempi non sospetti" decenni prima, prima dell'espansione angioina in Piemonte, e di elevata età (essendo il padre Guglielmo morto decenni prima). L'8 settembre Manuele, marchese di Clavesana, cedette tutti i diritti di signoria e di dominio feudale dell'area a Roberto e a suo figlio Filippo (figlio di Roberto e Sofia, balivo di Digne nel 1269 e 1272, Giustiziere di Terra del Lavoro come il padre tra il 1279 e 1280, vicario di Roma nel 1281-82 e siniscalco di Provenza tra il 1285 e il 1288) a scopo di scioglierò da ogni obbligo di fedeltà: questi, assieme ai territori ottenuti da Del Carretto, costituirono la base di dominio territoriale dei de Laveno, che costruirono un principato autonomo tra le Alpi e il mare con il benestare il finanziamento del re di Provenza. Ciò però ruppe gli equilibri della val Tanaro e incorse nella reazione dei marchesi di Ceva: essi quindi scesero a patti, e nel settembre 1270 a Mondovì venne stilato una carta: in tale documento, i Ceva rivendicano i possessi acquisiti dai de Laveno, chiedendo di divenire loro vassallo, mentre Filippo rivendicava di essere feudatario diretto del re, rilanciando l'accusa chiedendo che i Ceva si ritirassero da Ormea, Massimino, Bagasco e Bardineto (località acquisite poco prima, come da sopra esposto) e per giunta rivendicando la quota di eredità dei marchesi che spettava a Sofia, comprendente un terzo dei diritti sulla stessa Ceva. In tale documento si raggiunse ad un accordo grazie all'arbitrato di alcuni amici communes, che riconobbero la dominazione di Roberto ma ridimensionarono le pretese contro i marchesi di Ceva. La dominazione dei de Laveno, però «attraversò una "crisi di rigetto" da parte dei poteri locali» nonostante le reti diplomatiche intessute da Roberto: Ormea risulta riottosa al nuovo signore e già nel 1272 Carlo d'Angiò entrò in trattativa per assegnare Garessio e Cosio D'Arroscia a Pietro de Brayda e l'anno seguente scoppiò la guerra tra Genova e il sovrano che si estese fino in Val Tanaro, frangente sfruttato dai marchesi di Ceva per cessare la loro fedeltà con esso.
La perenne intromissione di Carlo d'Angiò testimonierebbe, per Riccardo Rao, come l'area non fu mai veramente dei de Laveno, ceduta in feudo come ricompensa per i suoi servigi, ma «piuttosto una copertura politica» legittimata dai suoi legami parentali con i marchesi di Ceva a scopo di tenere i gestione diretta l'area, come testimonia, appunto, alla perenne azione diretta del sovrano angioino e la presenza di una magistratura militare come quella di capitano della Val Tanaro. Nel 1276, poco tempo dopo la sconfitta angioina di Roccavione, i Ceva si affermarono nella zona della Val Tanaro, e Nano di Ceva ritornò in possesso dei territori prima contesi, risultando garante, nel dicembre del suddetto anno, degli accordi tra i milites di Garessio (cioè le stirpi di Scarella, di Girbado, dei Conte dei Perlo, di Masurini e dei Garessio) e la comunità di Mursecco, Provinca, Ceresole e Garessio stessa, a cui venivano confermato larga autonomia. I Ceva, dunque, si riconfermarono signori della zona.

#### Carlo II
Circa trent'anni dopo a inizio '300 Carlo II riprese l'espansione in Piemonte iniziata dal padre. Questa seconda dominazione angioina iniziò dapprima con la sottomissione di Alba nel 1303: nell'atto di sottomissione, il sovrano specifica che il ribelle (tecnicamente in tale stato da decenni) Nano di Ceva si fosse sottomesso, lo avrebbe perdonato. Egli effettivamente si sottomise assieme ai figli Giorgio e Guglielmo a Rocca de' Baldi il 16 settembre 1305, dopo l'arrivo dell'armata angioina dalla Provenza comandata dal siniscalco di tale località Riccardo Gambatesa e il siniscalco di Piemonte Rinaldo di Lecce, sottomissione preceduta da quella del Comune di Mondovì nel marzo dello stesso anno.
Tale sottomissione fu preceduta dalla sottomissione di Giovanni di Saluzzo, che scalò la gerarchia angioina: esso infatti era stato investito del cingulum della militia dal sovrano stesso, divenendo suo fedele e parte della sua familia ricevendo in feudo i suoi possedimenti in alta Val Tanaro. Nell'aprile 1307 Carlo II scrisse a Rinaldo di Lecce, criticandolo per non aver scarcerato alcuni uomini di Giovanni prigionieri dei Ceva e di averli addirittura appoggiati nelle loro guerre contro i Saluzzo, riuscendo ad impossessarsi di Rocca Cigliè, feudo di Giovanni concesso dal re. Questo conflitto tra fedeli angioini vide l'appoggio incondizionato di Carlo scavalcando l'autorità del siniscalco a lui dipendente, arrivando al punto nel non definire i Ceva suoi fedeli, nonostante fossero a lui sottomessi. Nell'aprile 1309, Giorgio di Ceva, per conto anche del padre Nano e del fratello di Guglielmo, appare al palazzo regio di Cuneo assieme ad altri fedeli piemontesi, giurando fedeltà al siniscalco di tale territorio Raymond de Baux nel contesto della cessione in feudo da parte del sovrano del Piemonte al suo primogenito Roberto, all'epoca duca di Calabria: nel documento Giorgio di Ceva nelle prime posizioni dopo il marchese del Savona Enrico del Carretto e il già citato Giovanni di Saluzzo.

#### Roberto I
La sintonia tornò con il successore di Carlo II, Roberto I, il quale cambiò politica feudale, creando inoltre con i Ceva un solido circuito creditizio-finanziario, contesto in cui si inserisce la creazione di una zecca a a Ceva con un possibile beneplacito regio. Questo circuito è rilevabile anche nel 1314, anno in cui Guglielmo di Ceva ottiene da Roberto I in pegno il castello regio di Mirabello e la villa di Chiusa Pesio assieme ad alcuni beni confiscati alla stirpe dei Cavalieri di Cuneo in cambio di 600 fiorini, cifra destinata al pagamento di una compagnia mercenaria di catalani e aragonesi. La cifra non venne poi rimborsata, e dunque i Ceva si impossessarono a titolo definitivo di questi possedimenti. Nel 1319, approfittando del fatto che Roberto I era a Genova, Guglielmo si recò nella suddetta città per chiedere il castello di Morozzo, richiesta che fu accolta dal sovrano in virtù dei loro finanziamenti e fedeltà espressa in aiuti militari: il castello era in precedenza possedimento dei già citati Cavalieri di Cuneo, famiglia che si era ribellata agli Angiò, e che era stato sequestrato da Hugues de Baux.

#### Giovanna e Luigi: la cessazione del dominio angioino
Il quadro politico cambiò con l'ascesa al trono della regina Giovanna, in cui i suoi malsicuri domini furono minacciati da potenze regionali come i Visconti e i Savoia, oltre che i marchesi del Monferrato. Le dinastie aleramiche tra Piemonte e Liguria, invece, furono caratterizzate da ulteriori frammentazioni genealogiche, che rese più urgente una qualche sorta di coordinamento vassallatico. In questa seconda epoca angioina fu caratterizzata dalla penetrazioni sabauda nelle Alpi marittime. Nel 1347 Mondovì si sottomise a Amedeo VI di Savoia a discapito degli Angiò, atto a cui presenziò il marchese di Ceva Oddone. Questa presenza suggerisce un buon rapporto tra i marchesi di Ceva e i Savoia, in ascesa politica nell'area, fatto confermato decenni dopo, nel 1372, anno in cui Amedeo VI donò Bastia Mondovì ai marchesi di Ceva Giovanni, Aimone e Manfredo, figli dell'ormai defunto Oddone; ulteriore conferma dei buoni rapporti tra le due stirpi sono confermati dalla cessione di Giacomo, altro esponente dei Ceva, dei sui diritti del marchesato ad Amedeo VI, che gli furono restituiti in retrofeudo.
Nonostante i crescenti legami con i Savoia, gli Angiò non vennero ignorati: il 19 gennaio 1376 i marchesi di Ceva Gerardo, Giorgino, Cristoforo e Giacomo si recarono a Genova si presentarono davanti al siniscalco di Piemonte e Provenza Nicola Spinelli di Napoli, cui presentarono una lettera scritta alla regina Giovanna, in cui ella, in risposta ad una loro supplica del febbraio dell'anno prima, in cui i marchesi vengono infeudati dei possedimenti da loro conquistati e in cui la regina promette anche Braga, sotto il dominio dei Visconti; in quell'occasione, Gerardo chiese inoltre al siniscalco di avere in riconoscimento i feudi di Mirabello e Chiusa, chiedendo di risponde alla regina e non al Comune di Cuneo, ribadendo in cambio la fedeltà militare. Il giorno seguente, il 20 gennaio, diversi rami dei Ceva, tra cui Giovanni, Manfredo, Aimone e Giacomo (che qualche anno prima si erano accordati con i Savoia) prestarono al siniscalco 1000 fiorini per pagare i mercenari al servizio dell'esercito regio e 429 lire astensi (equivalenti a circa 175 fiorini) per fortificare Bastia, affidando il compito ai Ceva di investire fino a 200 fiorini per costruire una pusterla nel castello. Apparentemente la fortuna della stirpe con gli Angiò era legata alla loro capacità di concedere denaro e alle loro qualità militari.
Nel 1382 Luigi d'Angiò, erede di Giovanna, rinunciò ai possedimenti piemontesi, cedendo i diritti nella regione ad Amedeo VI di Savoia, cessione in cui sono ricordati i Ceva e i Carretto, la cui fedeltà fu ceduta ai Savoia.

### Gli statuti di Ceva
Nel 1358 vennero redatti gli statuti di Ceva, che vennero continuati fino al 1536 e messi a stampa a Torino, quando ormai erano in disuso, nel 1586 e di cui oggi non esiste alcuna stampa critica. Questo atto legislativo risulta molto snello con 253 capitoli, anche se, 54 di essi erano solo addiciones alle 199 norme approvate l'anno precedente. Secondo Giuseppe Gullino, la snellità di questo corpo legislativo era dovuto al fatto che essi erano visti come una concessione temporanea da parte dei marchesi alla comunità cebana, come mostrato dal preambolo che sostiene che tali statuti avevano validità solo nel periodo della carica di podestà di Giovanni de Cupis, anche se risultano prorogati sotto il podestà Bonellus Margantus il 21 gennaio 1360 fino alla Pasqua dell'anno successivo.
In questi statuti sono presenti norme sul podestà (che, anche se non specificato, era sicuramente di nomina dei marchesi), mentre non sembrano esserci traccia di un consiglio comunale, menzionata solo marginalmente, né di altri agenti signorili, anch'essi indubbiamente presenti e citati di sfuggita anch'essi in qualche norma; per convesso, gli statuti sono per lo più composti da norme riguardo alle pene corporali, che prevedevano, ad esempio, al decapitazione in caso di omicidio o l'impiccagione in caso di rapimento; le norme erano generalmente severe: ad esempio, in caso di furto dal valore superiore ai 10 soldi al ladro, se non poteva restituire tale somma era ed era la prima volta che commetteva tale reato, veniva fustigato oppure marchiato con ferro caldo sulla fronte; in caso di reiterazione, gli venivano amputato mano o piede, mentre, sempre a titolo di esempio, coloro che diffondevano monete false veniva amputata una mano, mentre i falsari condannati al rogo.
Secondo Giuseppe Gullino, gli statuti vanno inquadrati all'interno della crisi del trecento, in cui, alla già instabile situazione economica, si aggiunse la peste nera, che colpì la zona pochi anni prima, che provocò una forte instabilità sociale, situazione a cui reagirono i marchesi, desiderosi di mantenere il controllo, e dunque gli statuti sarebbero solo una risposta ad un problema di instabilità contingente. Da un confronto con gli statuti della vicina Mombasiglio, redatti un quarto di secolo prima, essi apparirebbero molto simili a quelli di Ceva, provando la loro origine signorile e non da una richiesta di autonomia dei locali. Gulino non esclude inoltre che tali severe norme fossero applicati dal podestà ma poi attutiti in appello dai marchesi.

### Dopo il periodo angioino
Alla fine, nel XV secolo, il territorio di Ceva risultava così diviso tra i membri della famiglia marchionale che risulta difficile stabilire una cronologia dei regnanti effettivi. D'altronde, già dal 1457 la giurisdizione del marchesato venne divisa in dodici parti dette Dozeni o Capitanati, con a capo i marchesi o uomini da loro designati.
In seguito al matrimonio di Valentina Visconti, Ceva ed Asti passarono in dote ai francesi duchi di Orleans ed infine, nel 1535, ai Savoia. Con l'arrivo dei Savoia ebbe anche termine ogni parvenza di indipendenza che era rimasta al marchesato ed ebbe fine la dinastia aleramica dei marchesi, venendo essa sostituita da quella dei Pallavicino. Di questa famiglia fu capostipite Giulio Cesare Pallavicino, primo ad essere nominato governatore di Ceva e ad ottenere il titolo di marchese, che trasmise alla sua discendenza.